# ايوتا (لويزيانا)
ايوتا (بالإنجليزية: Iota, Louisiana)‏ هي بلدة أمريكية تقع في الولايات المتحدة في لويزيانا. يقدر عدد سكانها بـ 1,500 نسمة حسب تعداد الولايات المتحدة 2010.

## التركيبة السكانية
حسب تعداد الولايات المتحدة 2000 كان هناك 1,376 شخص, 524 منزلاً سكنياً و 374 عائلة يعيشون في مدينة ايوتا.

## أعلام
- كلينت براون
- بافورد جوردن
- جورج ستانلي